# Ernst Oswald Johannes Westphal
Pour les articles homonymes, voir Westphal et Ernst Westphal.
Ernst Oswald Johannes Gotthard Gotthilf Westphal, né en 1919 en Afrique du Sud et mort le 27 novembre 1990 à Bredasdorp près du Cap, est un linguiste sud-africain et un expert en langues bantoues et khoïsan. De 1949 à 1962, il enseigne à la School of Oriental and African Studies SOAS, Université de Londres.

## Biographie
Ernst Westphal naît à Khalava dans le bantoustan de Venda situé dans l'ancienne province du Transvaal d'Afrique du Sud. Ses parents sont des missionnaires chrétiens luthériens allemands. Déjà enfant, il parle couramment l'allemand, l'anglais et l'afrikaans, comme beaucoup de Sud-Africains. Sa première langue maternelle, cependant, est le Venda, et dès son enfance, il est initié aux rites partiellement secrets du Venda pour les jeunes hommes. Il étudie le zoulou et le sotho du sud sous la direction de Clement Martyn Doke à l'université du Witwatersrand et, après avoir obtenu son diplôme en 1942, il y est chargé de cours de 1942 à 1947. Il est maître de conférences en langues bantoues à la School of Oriental and African Studies de l'université de Londres de 1949 à 1962, où son meilleur ami est Guy Atkins (le frère de Vera Atkins), également spécialiste des langues africaines. Un autre ami et associé est Fenner Brockway. Westphal est professeur de langues africaines à l'École d'études africaines de l'Université du Cap, en Afrique du Sud, de 1962 jusqu'à sa retraite en 1984, et reconnu comme une autorité en matière de langues de clic des San, les langues khoïsan, dans lesquelles il parle couramment. Rycroft déclare que Westphal parle six langues principales comme langue maternelle, six autres presque parfaitement, et parmi les langues africaines, deux cents ou plus sont bien parlées. À Lisbonne, Westphal traduit des textes et des inscriptions trouvés au Mozambique de leur langue d'origine en portugais pour le compte du gouvernement portugais, en collaboration avec le professeur de Almeida. La thèse de doctorat de Westphal, The Sentence in Venda (Université de Londres, 1955), aurait été entièrement basée sur sa propre connaissance de la langue, n'utilisant aucune autre source.
La famille de Westphal est profondément impliquée dans la vie culturelle de l'Afrique du Sud depuis plus de cent ans. Son grand-père, Gotthilf Ernst Westphal, par exemple, voit le potentiel de l'adolescent Sol Plaatje, alors étudiant à la Mission Station de Pniel, et lui donne des cours particuliers. Entre autres contributions, Plaatje est l'un des fondateurs et le premier secrétaire général de l'ANC. Comme E.O.J. Westphal, il possède des dons linguistiques extraordinaires, et il est polyglotte. Westphal est également l'un des fondateurs de la SANCCOB (South African National Foundation for the Conservation of Coastal Birds), dont l'histoire est documentée dans le livre de Marie Philip "Gregory Jackass Penguin". Westphal a trois fils : Robin Peter, né en 1945, Richard Geoffrey, né en 1949, et Jonathan Westphal (en), né en 1951.
La deuxième femme du professeur Westphal, Althea, avait initialement transporté ses cendres d'Afrique à Zennor, pour les enterrer à St Senara (église St Senara, Zennor), mais dans le cas où il serait enterré à Port Appin, en Écosse, près de Glencoe. Sa pierre tombale porte les mots « A True Son of Venda ».
Une Festschrift a été publiée à titre posthume en son honneur, African linguistic contributions : presented in honour of Ernst Westphal, ed. by Derek F. Gowlett (Pretoria : Via Afrika, 1992).